# Лоурайдер

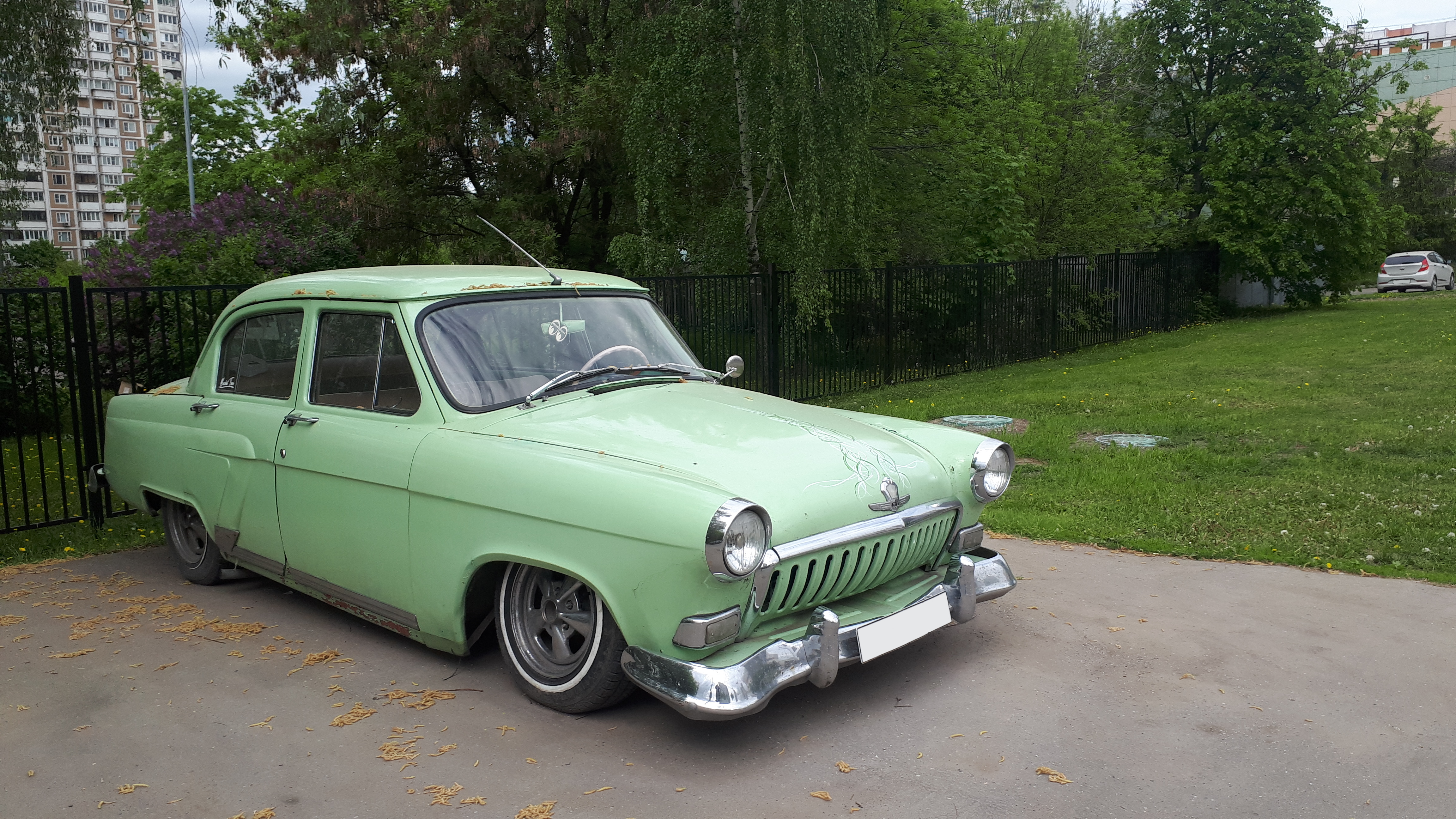
ГАЗ-21 с заниженным клиренсом

Лоурайдер (англ. low — низкий и англ. rider — наездник, ездок) — автомобиль, имеющий ряд отличительных признаков, прежде всего очень низкий клиренс (дорожный просвет).

## Особенности автомобиля-лоурайдера

Лоурайдер Lincoln

### Кузов

Лоурайдер Cadillac

Лоурайдер Волга

Кузов окрашивается в различные цвета с помощью аэрографического оборудования. В стилистике наносимых рисунков преобладают сюжеты из субкультур Chicano и Aztekas. Также существует много рисунков связанных с уличной криминальной культурой (Pimps, Playas, Hustlers)
Внешние декоративные элементы не только хромируют, их покрывают тонким слоем золота методом напыления. Изобилие хрома характерно не только на кузове — мотор, вся подвеска, днище, выхлопная система — все блестит и сверкает.
У лоурайдеров нет сверхмощных двигателей, усиленных трансмиссий, агрессивного вида — это автомобили не для гонок, это автомобили для размеренного катания по городским улицам. Называется это Cruising или Balling, в процессе этого автомобиль подскакивает на ходу и ездит на трёх колёсах (3-Wheel Motion), вывешивая одно из передних колес и накренив кузов. При этом машины задним свесом скребут по асфальту, высекая снопы искр (Scrapin), для чего имеются магниевые накладки на местах трения.

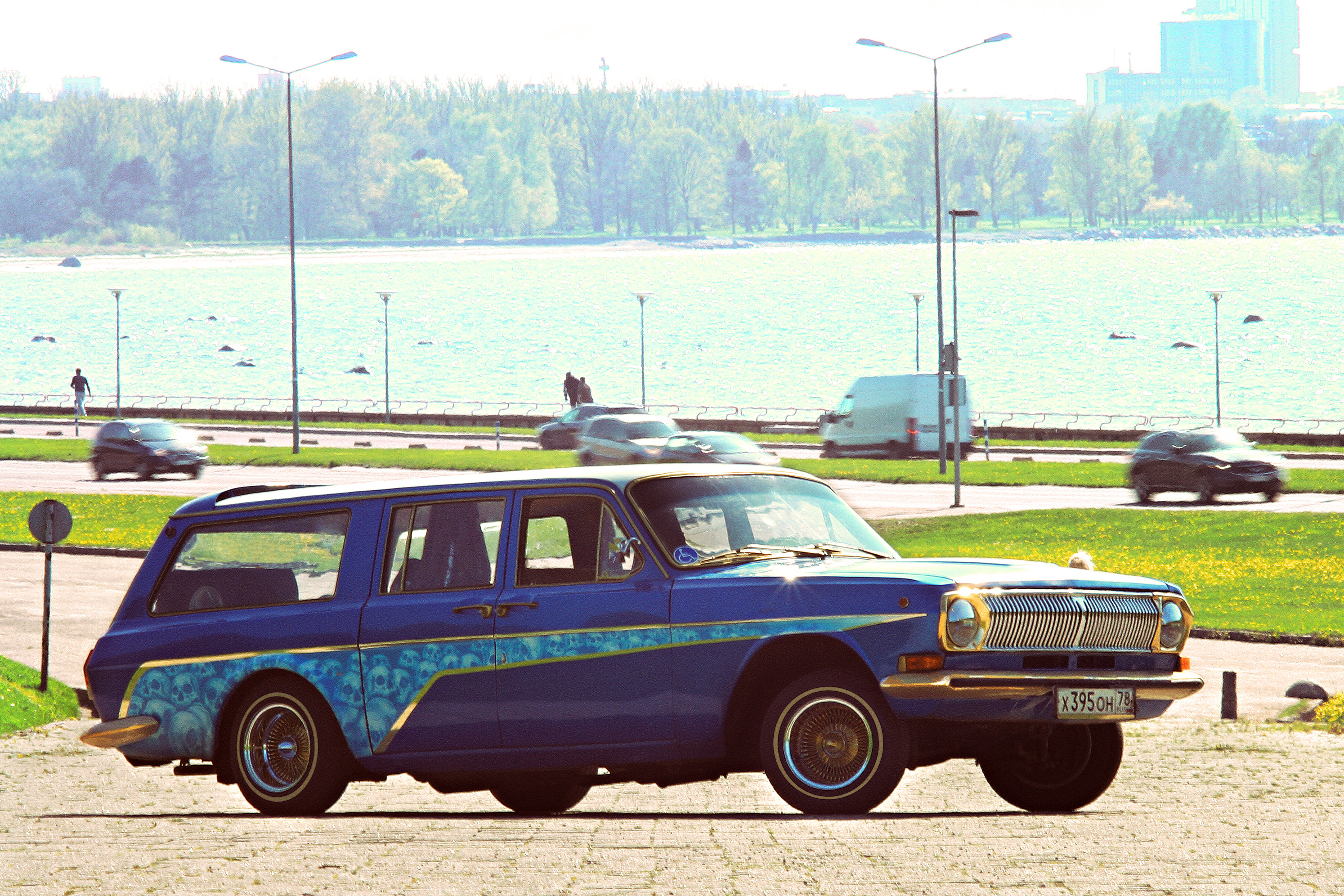
Лоурайдер из ГАЗ-24-77 Scaldia